# Aspila lugubris
Aspila lugubris là một loài bướm đêm trong họ Noctuidae.